# Rolf-Dieter Schwalb
Rolf-Dieter Schwalb (Gießen, 1952) is een Duits topfunctionaris.

## Leven en werk
Drs. Schwalb werd in 1952 in Gießen geboren. Hij studeerde bedrijfskunde en economie aan de Universiteit van Giessen. Hij begon zijn carrière bij Procter & Gamble Duitsland, waar Schwalb diverse functies bekleedde. Vervolgens was hij van 1994 tot 2006 werkzaam bij Beiersdorf AG, alwaar hij verschillende bestuursposities vervulde; van 2000 tot 2006 was hij aldaar financieel directeur en lid van de raad van bestuur. Sinds 2006 is Schwalb financieel directeur van de chemiemultinational DSM NV.
Schalwb is getrouwd en hij heeft vijf kinderen.

## Trivia
- Schalwb werd in 2009 verkozen tot Financieel directeur van het jaar .